# Федір Кандиба
Фе́дір Канди́ба (Хведір; до 1629 — бл. 1700) — військовий і державний діяч Гетьманщини XVII—XVIII століть. Представник шляхетсько-козацької родини Кандиб. Корсунський полковник, представник старшини Ніжинського полку. Учасник Кримських походів 1687—1689 років.
Вважається одним із потенційних авторів «Літопису Самовидця».

## Біографія
Відомо, що батька Федора Кандиби звали Андрієм. Федір народився не пізніше 1629 року, походив зі шляхетської родини Кандиб (у деяких джерелах Федора називають «славетним паном»). Згідно Зборівського реєстру Війська Запорозького 1649 року Федір Кандиба був вперше згаданий як козак Корсунської сотні однойменного полку.

### На Правобережжі
У роки громадянської війни у Гетьманщині, відомої в українській історіографії як «Руїна», був представником правобережного городового козацтва. Біографія Кандиби була тісно пов'язана з Корсунем (нині — місто Корсунь-Шевченківський в Черкаській області) у той період. Так, він отримав королівську грамоту на володіння млином неподалік від міста на річці Росі.
На полковницькому уряді наприкінці 1660-х років був Гнат Улановський. У 1671 році гетьман Петро Дорошенко розстріляв його як прихильника Михайла Ханенка. Недовгий час полкував Петро Суховій, а потім полк на три роки очолив Федір Кандиба з наказними полковниками Жаданом Вергуном й Іваном Гладким. У 1672 році у Корсунь повернувся Григорій Гуляницький, замінивши Кандибу. Пізніше Федір знову отримав полковничий пірнач, але ненадовго, впродовж 1674—1675 років.
У 1671 році їздив за дорученням гетьмана Петра Дорошенка до Кримського ханства по татарську допомогу.
На початку так званих «Чигиринських походів» (серії військових акцій під час московсько-османської війни з метою захопити стратегічно-важливе місто Гетьманщини, Чигирин) Федір Кандиба перебував серед правобережних військ Дорошенка. Однак, під час правобережної кампанії лівобережного гетьмана Івана Самойловича та білгородського воєводи Григорія Ромодановського він був одним з тих, хто підтримав Самойловича у, фактично, здав московсько-козацькому війську місто Канів. Подальші погроми Ладижина й Умані викликали масове переселення населення. Втікаючи правобережці відходили на лівий бік Дніпра.

### На Лівобережжі

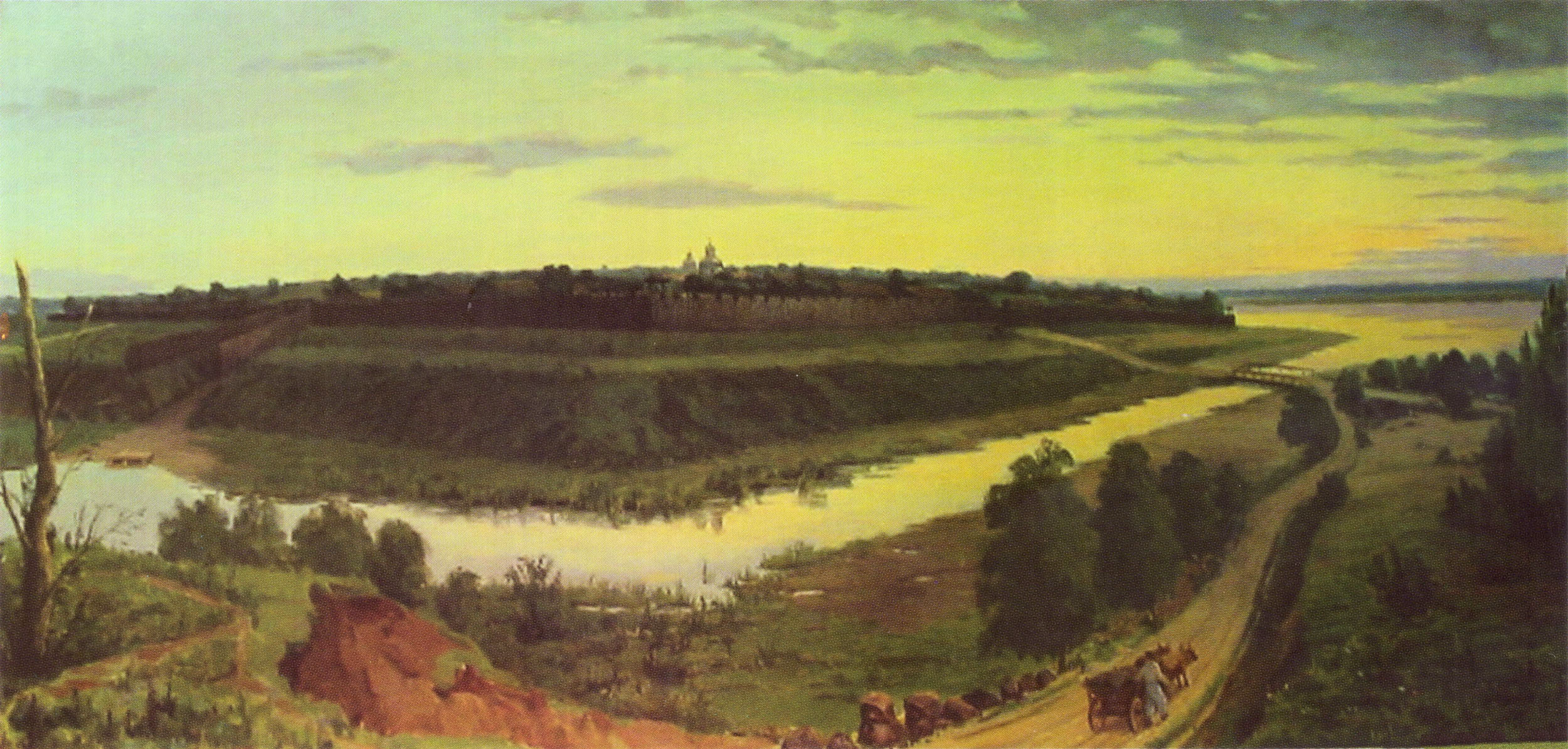
«Конотопське укріплення XVII ст.», художник В. Г. Шерстюк

1675 року Кандиба переселився на Лівобережжя України, а саме на Ніжинщину. У 1679 році Кандиба відомий як Значний військовий товариш. Вже 1681 року відомий як конотопський сотник і відомо, що він брав участь у Кримських походах 1687—1689 років.
Після Коломацького перевороту, через який гетьмана Івана Самойловича було усунуто від влади й новим гетьманом обрано Івана Мазепу, лояльним до останнього представникам старшини було надано універсали від гетьмана та жалувані грамоти від царя. Зокрема й Кандиба отримав грамоту. За полковництва Степана Забіли у Ніжині Федір Кандиба бував наказним полковником. При Забілі, 1701 року, Кандиба вже з'являється серед посольства у Москві, як полковий обозний Ніжинського полку. На той час полковником в Ніжині був Лук'ян Жураківський.
Федір Кандиба помер близько 1700 року.
Літературозначець першої половини XX століття, Михайло Возняк вважав саме Федора Кандибу автором «Літопису Самовидця». Однак, в сучасній історіографії автором козацького літопису вважається Роман Ракушка-Романовський.

## Родина та особисте життя
Відомо, що Федір Кандиба походив зі шляхти. У 1666 році Федір Кандиба за вірну службу Речі Посполитій, як правобережний козак отримав від короля Яна II Казимира грамоту на млин на річці Росі неподалік Корсуня. 3 (13) жовтня 1670 року купив за 3 тисяч талерів і Івана Креховецького села Кики, Гноївку та Старосілля.

## Оцінки
Перехід Федора Кандиби з Правобережжя на Лівобережжя (від Дорошенка до Самойловича) не є однозначним в оцінці його політичних поглядів. Зокрема, історик Віктор Заруба писав:

| Втікав так швидко, що встиг взяти лише дітей та домочадців, погубивши королівські привілеї на шляхетство, герб і маєтки.                             |
| — Віктор Заруба, доктор історичних наук, професор кафедри документознавства та інформаційної діяльності Національної металургійної академії України. |

На думку історика Олександра Оглоблина у створенні на Лівобережжі гетьманської держави найактивнішу участь брали визначні представники правобережної козацької старшини:

| які зневірилися у політиці Дорошенка і масою посунули за Дніпро в 1670-х роках. Лизогуби, Кандиби, Гамалії, Ханенки, Кочубеї, Скоропадські, врешті, Дорошенки й багато інших правобережних фамілій поволі здобувають собі керівні місця в економічному та політичному житті Лівобережної України |
| — Олександр Оглоблин, доктор історії, професор Гарвардського університету, очільник Української вільної академії наук. |